# Darko Kraljić
Darko Kraljić (Zagreb, 18. februar 1920 — Beograd, 16. jul 1998) bio je jugoslovenski kompozitor.

## Biografija
Darko Kraljić se smatra pionirom jugoslovenske zabavne muzike. Rođen u Zagrebu, u srpskoj porodici. Po izbijanju Drugog svetskog rata beži iz NDH i dolazi u Beograd. Još kao maturant komponovao je „Zašto si pospan, Čo?“ koji brzo postaje jedan od najvećih domaćih šlagera onog vremena. Tokom karijere je napisao muziku za 50 filmova, od kojih su 32 igrana.
Takođe je komponovao muziku za prvi srpski crtani film Zvonimira Majdaka, ali i za prvi domaći film koji nije govorio o ratu, a koji je doživeo nezapamćenu popularnost: „Ljubav i moda.“ Sledili su filmovi „Zvižduk u osam“, „ Čudna Devojka “ itd. Na prvi Opatijski festival, 1958. godine, Darko šalje pesmu „Mala tema iz Srema“ (Hej, momci mladi...) koju je žiri odbio. Ovu pesmu snima Vokalni kvartet Predraga Ivanovića.
Posle toga Darko Kraljić nije učestvovao na festivalima, sve dok Slađana Milošević nije prijavila njegovu pesmu „Bez nade“ na MESAM ’87. Potom su njih dvoje objavili LP „Slađana i Darko“ sa džez baladama, a o Slađani je govorio kao o „zvuku koji je 50 godina tražio".
„Zašto si pospan, Čo“, „Adio“, „Dve kišne noći u septembru“, „Kišobran za dvoje“, „Oprosti“ (što ti stvaram jad), „Ljubavna pesma“ (Da li znaš šta je čežnja), „San ili život“, „Plavetna“, „Mala tema iz Srema“, „Devojko mala“, „Ljubav i moda“, „Čamac na Tisi“, „Somborske ruže“, „Zvižduk u osam“, „Marike“, „Posle mene“ – neke su od kompozicija Darka Kraljića.
Udruženje kompozitora Srbije dodeljuje nagradu „Darko Kraljić”. Prvi dobitnik 2016. godine bio je Kornelije Kovač. Jedan od dobitnika ove nagrade je Vojkan Borisavljević 2018. godine.

## Stvaralaštvo
- Aleksandra Slađana Milošević: Oprosti, Ljubav, ah, ljubav, Ponekad, Suviše sam tužna, Novela, Bez nade
- Đorđe Marjanović: Zvižduk u 8, Stari kraj
- Vlastimir Đuza Stojiljković: Ljubav i moda, Devojko mala
- Lola Novaković: Marike, Posle mene, Neko čeka na mene, Čamac na Tisi (duet sa Draganom Antićem)
- Dušan Jakšić: Somborke ruže
- Radmila Karaklajić: Što je bilo, prošlo je
- Olivera Marković: Adio
- Dubravka Nešović: Tanjuška
- Miodrag Mile Bogdanović: Jedan cvet
- Gabi Novak: Zašto si pospan, Čo (duet sa Arsenom Dedićem)
- Josipa Lisac: Čudno, vrlo čudno
- Radojka Šverko: Nemir u snu
- Dragutin Drago Diklić: Te kišne noći

## Spoljašnje veze
- Darko Kraljić на веб-сајту  (језик: енглески)